# إسقاط الأمر
(إسقاط الأمر): هو مصطلح غير رسمي في بعض أنظمة الحكومة البرلمانية، بحيث يذهب إما رئيس الوزراء أو رئيس الحكومة إلى رئيس الدولة وينصحه بإحالة البرلمان، في هذه الحالة هناك خيارين الأول: أن يوافق الرئيس على هذا الطلب فإذا وافق يصدر توجه في الانتخابات لانتخاب أعضاء برلمان جدد والثاني: أن يرفض الرئيس إحالة البرلمان وهي حالة نادرة ولكن في هذه الحالة هناك قيود محددة لرفض الإحالة من قبل الرئيس لأنه إذا رُفض الطلب من المحتمل أن يتسبب بأزمة دستورية (مثل ما حدث مع الرئيس الكندي عام 1926) ولكن إذا رُفِض هذا الطلب في هذه الحالة يطلب رئيس الدولة من رئيس حزب برلماني آخر تشكيل حكومه يثق بها المجلس (كما حدث مع رئيس أيرلندا وحدث في انتخابات اونتوريا سنة 1985) تم تخفيض حزب التقدمي المحافظ إلى وضع الأقلية وفق الثقة وفي ذلك الوقت طالب حاكم الولاية القائد الليبرالي المعارض بتشكيل حكومة بدعم الحزب الوطني الثالث بدلا من إصدار أوامر جديدة بشأن الانتخابات.
كلمة (إسقاط) في هذا السياق من الممكن أن تكون مشتقه من كلمة (التنظيم)
(التوقيت): يستمر رئيس الحكومة بإجراء انتخابات بشكل منظم حتى الوقت الذي يقضى فيه البرلمان فترة ولايته بشكل كامل وعند هذه اللحظة يجب عقد انتخابات من خلال إصدار أوامر سير العمل إلا إذا تم عمل قانون انتخابي محدد المدة يطلب عادة بموجب القانون من رئيس الحكومة أن يدير البرلمان فترة ولايته الكاملة قبل إصدار الأوامر الكتابية كما الحال في بعض الولايات والأقاليم كجنوب أستراليا واقليم العاصمة الأسترالية.
يسمح بحل المشكلات المبكرة من قبل الحاكم أو الوزير الفيدرالي للاقاليم في حال كان البرلمان غير قادرٍ على الاتفاق على الميزانية السنوية ف قط؛ وكما الحال في نيوزيليندا فمن المعتاد أن يدير البرلمان فترة كاملة ما لم يتمكن رئيس الوزراء من الحكم أو يشعر أنه يجب عليه عرض قضية مهمة على الأمة.
يمكن للأحزاب المعارضة إسقاط الحكومة من خلال اقتراح عدم الثقة وهذا يتطلب من رئيس الوزراء بموجب قانون محدد إما أن يستقيل أو أن يسقط الأمر، في هذه الحالة ليس للبرلمانات حق في اجبار رئيس الوزراء التخلي عن الأمر. 
(الاصطلاح):
عبارة إسقاط الأمر هي مأخوذة من (التنظيم) ولكن يجدها البعض غير ملائمة من حيث الأسلوب، في حين يقولون أن العبارة الصحيحة هي (الأوامر التي صدرت) فإن هذه العبارة تستخدم على نطاق واسع.